# Marian Wnuk (rzeźbiarz)

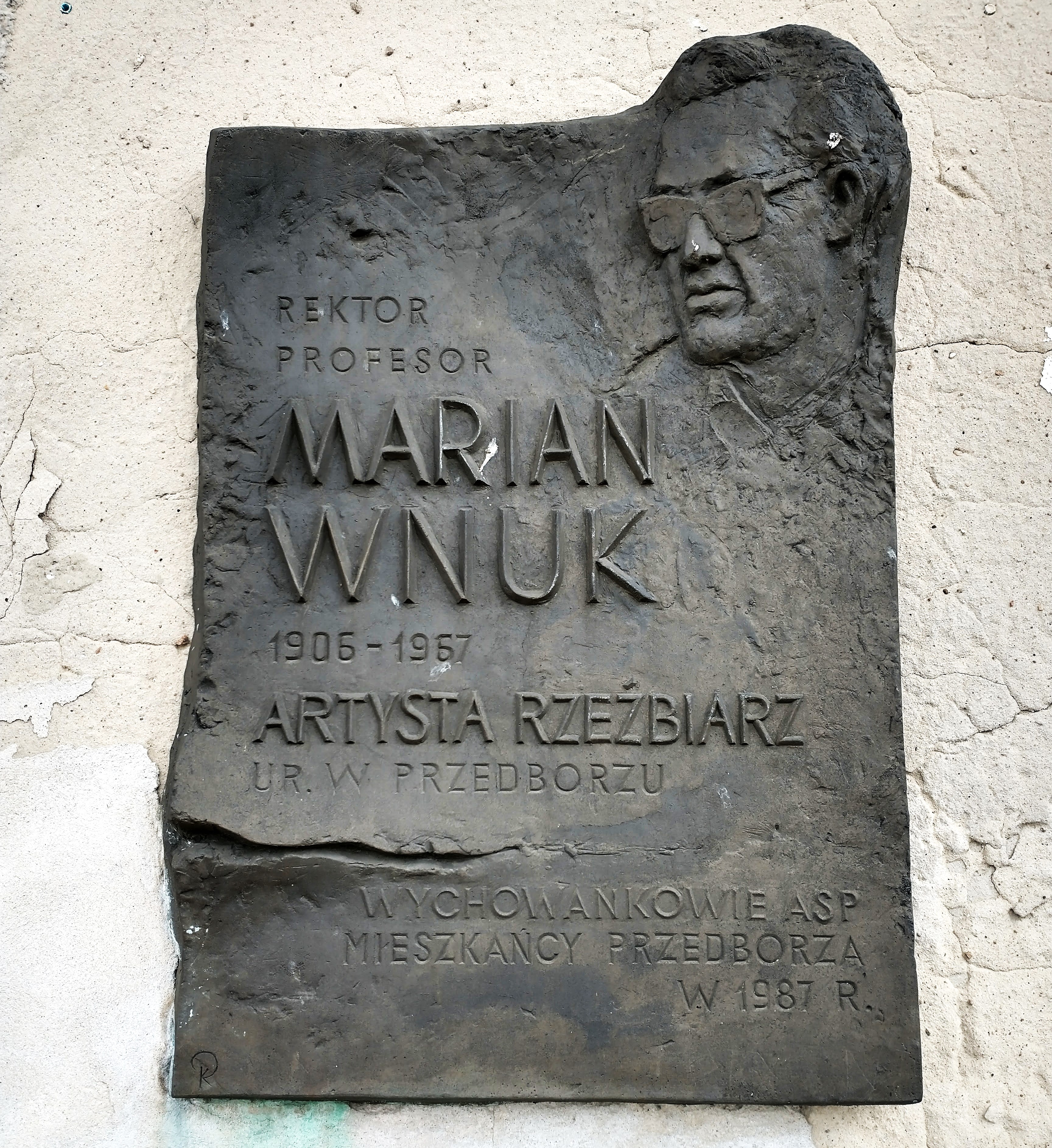
Tablica pamiątkowa na Rynku w rodzinnym Przedborzu

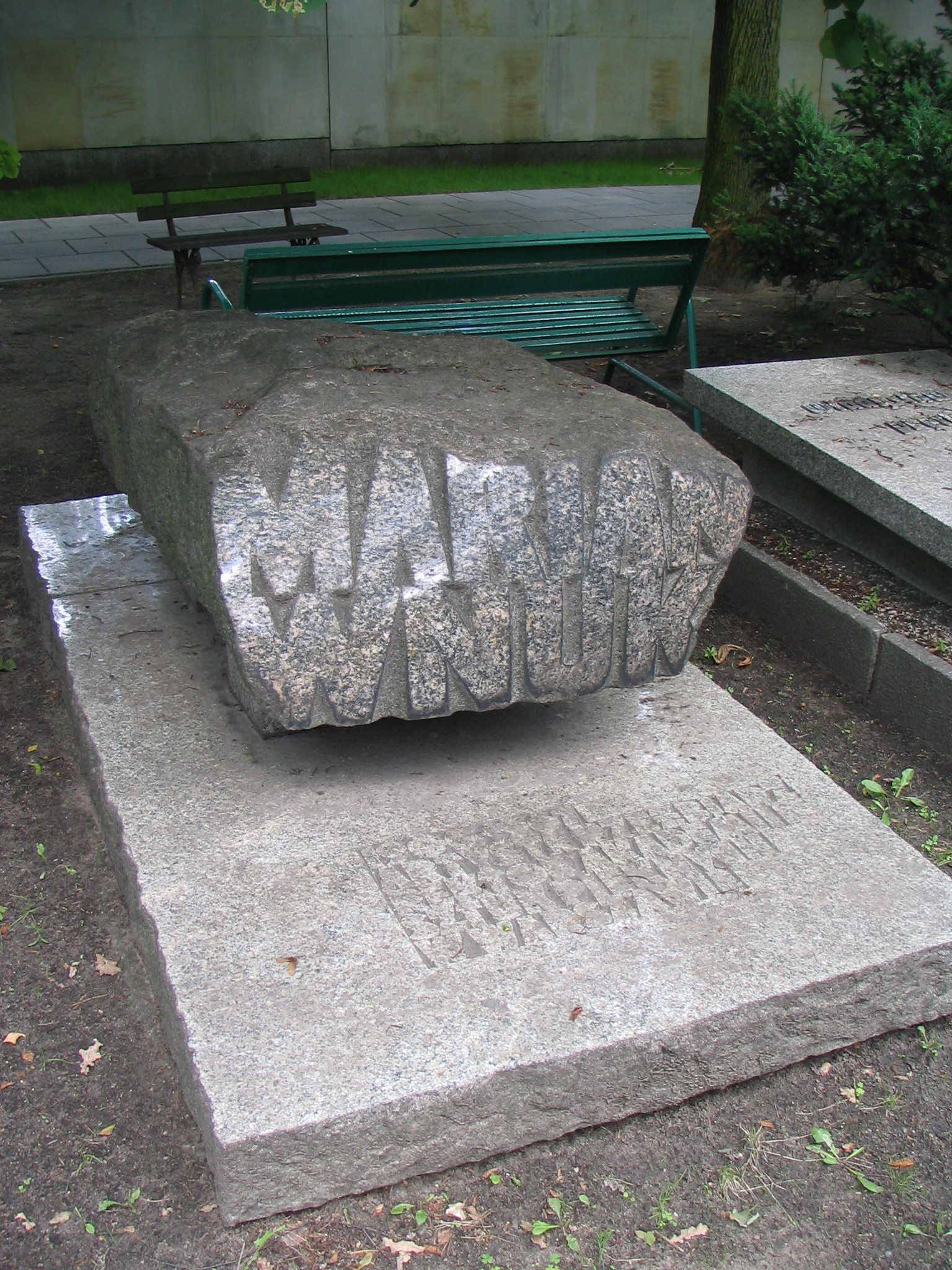
Grób Mariana Wnuka na cmentarzu Wojskowym na Powązkach w Warszawie

Marian Wnuk (ur. 5 września 1906 w Przedborzu, zm. 29 września 1967 w Warszawie) – polski rzeźbiarz, pedagog, działacz artystyczny.

## Edukacja i praca pedagogiczna
W latach 1922–1926 uczył się w Szkole Przemysłu Drzewnego w Zakopanem, a następnie w latach 1927–1934 studiował rzeźbę w Szkole Sztuk Pięknych w Warszawie w pracowni Tadeusza Breyera. Od 1933 do 1943 pracował jako nauczyciel rzeźby w Państwowym Instytucie Sztuk Plastycznych we Lwowie. W okresie tym uczestniczył w wielu konkursach na pomniki (m.in. pomniki Józefa Piłsudskiego we Lwowie i Warszawie).
Pod okupacją sowiecką kontynuował pracę pedagogiczną, a po zajęciu Lwowa przez Niemców współpracował m.in. z konspiracyjną Radą Pomocy Żydom. W 1944, zagrożony, przeniósł się do Warszawy, skąd po upadku powstania został wywieziony na roboty do Niemiec.
W maju 1945 przyjechał do Krakowa, gdzie w czerwcu przystąpił do Związku Zawodowego Polskich Artystów Plastyków. Od listopada 1945 pełnił przez cztery lata funkcję członka zarządu Okręgu Gdańskiego Związku Polskich Artystów Plastyków w Sopocie. Objął pracownię rzeźby, równolegle prowadząc pracownię projektowania rzeźbiarsko-architektonicznego Państwowego Instytutu Sztuk Plastycznych w Sopocie (od grudnia 1945 Państwowej Wyższej Szkoły Sztuk Pięknych w Gdańsku). Od października 1946 do 1948 pełnił funkcję zastępcy dyrektora, prowadząc jednocześnie pracownię rzeźby, razem z asystującym Adamem Smolaną. We wrześniu 1947 został nominowany na profesora Wyższej Szkoły Sztuk Pięknych w Gdańsku. W latach 1947–1948 był członkiem prezydium Wojewódzkiej Rady Sztuki i Kultury Artystycznej w Gdańsku. Z dniem 14 października 1947 pełnił obowiązki dyrektora PWSSP w Sopocie do 30 września 1949. 1 września 1949 rozpoczął pracę na Akademii Sztuk Pięknych w Warszawie na stanowisku profesora kontraktowego. W 1950 otrzymał tytuł profesora nadzwyczajnego. Od 1950 pełnił funkcję dziekana Wydziału Rzeźby, a w latach 1951–1954 i 1959−1967 funkcję jej rektora. Jako rektor powołał do życia Zakłady Artystyczno-Badawcze ASP (ZAB). Był bardzo cenionym pedagogiem, do jego uczniów należeli m.in. Władysław Hasior, Stanisław Kulon, Tadeusz Łodziana, Adam Smolana, Magdalena Więcek. Równolegle przez cały okres powojenny działał jako organizator życia artystycznego w Związku Polskich Artystów Plastyków i gremiach doradczych działających przy Ministerstwie Kultury i Sztuki.

## Twórczość

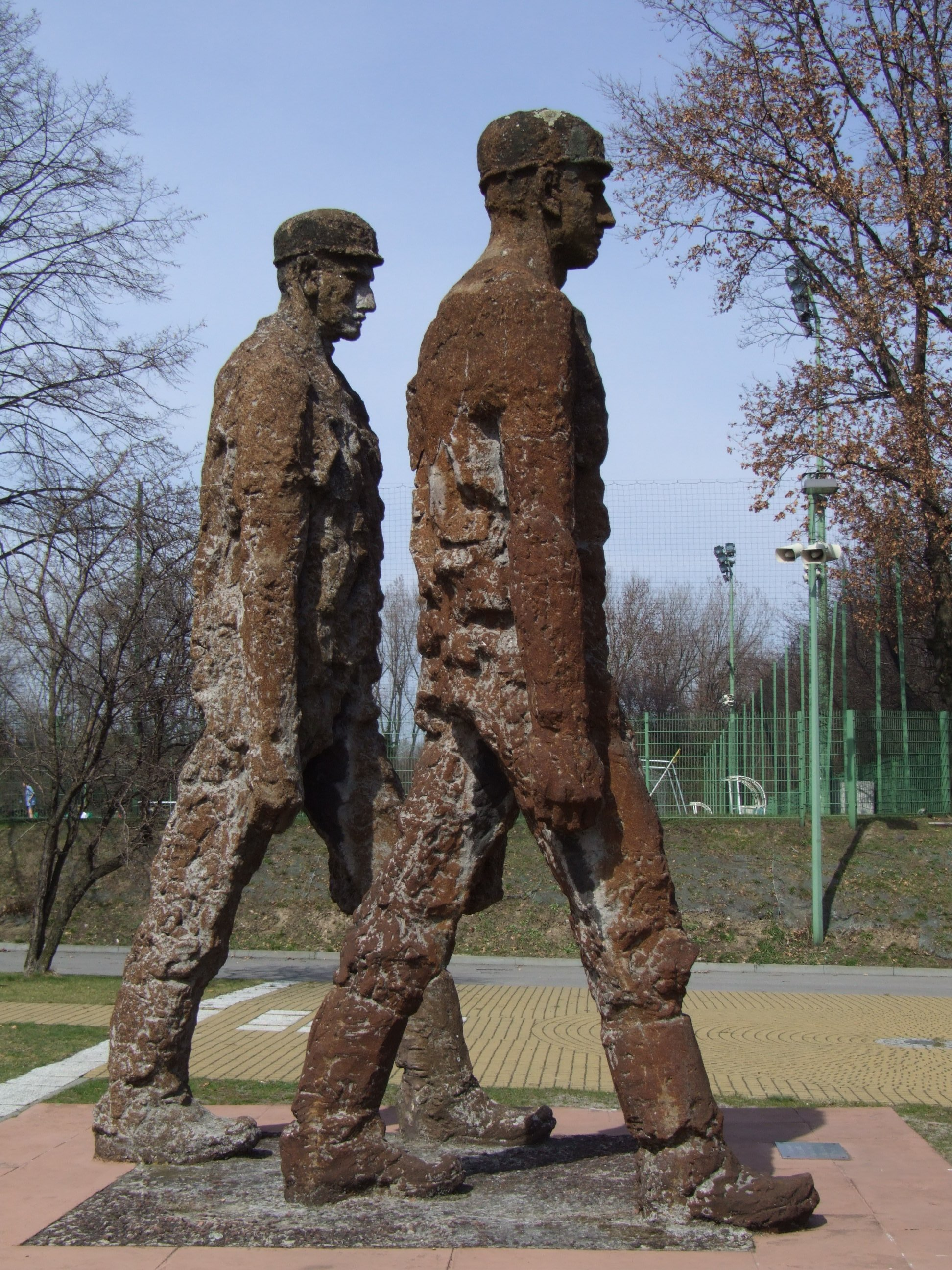
Rzeźba Górnicy w Chorzowie

Doskonałe opanowanie realistycznego warsztatu rzeźbiarskiego, jak również wcześniejsze doświadczenia z rzeźbą pomnikową, pozwoliły mu odnaleźć swe miejsce w dyscyplinie narzuconej przez socrealizm, którego stał się jednym z wiodących twórców. Również w późniejszej twórczości trwał przy rozwiązaniach klasycyzujących. Najciekawsze rzeźby stworzył przed śmiercią, powracając do drewna (Czarny dąb – Bruno Schulzowi, 1966; Płonące miasto, 1967). Ich ekspresja zdecydowanie odchodzi od monumentalizmu wczesnych prac i heroizmu posągów socrealistycznych. Był również znakomitym portrecistą (Leon Schiller, 1961).

## Życie prywatne
Urodził się w rodzinie Jana, stolarza, i Leokadii z Mączyńskich. 
Był dwukrotnie żonaty: od 8 stycznia 1938 z Józefą Wnuk, od 1955 z rzeźbiarką Magdaleną Więcek (1924–2008), z którą miał syna Daniela.
Zmarł w Warszawie, pochowany na cmentarzu Wojskowym na Powązkach (kwatera C 2-4-13).

## Ważniejsze realizacje
(wg źródeł)
- 1935 – Projekty pomników 20-lecia Czynu Żołnierza Polskiego
- 1936 – Projekt pomnika ku czci Francuzów poległych w Armii Polskiej w obronie Lwowa
- 1936 – Dziadek Dymytro – Na mecie
- 1940–1943 – Portret Eustachego Wasilkowskiego
- 1937 – Projekt pomnika Józefa Piłsudskiego w Warszawie
- 1943 – Św. Józef, Lwów
- 1947 – Głowa Feliksa Smosarskiego
- 1948 – Głowa aktora Tadeusza Surowy
- 1949 – Głowa Elżbiety Szczodrowskiej
- 1949–1950 – Pomnik Wdzięczności dla Armii Radzieckiej w Bydgoszczy, wersje:

- Pomnik Wdzięczności Armii Radzieckiej w Gdyni
- Głowy kobiety (Magdalena Więcek- szkice do Pomnika Wdzięczności Armii Radzieckiej w Gdyni) demontaż pomnika w 1990

- 1951 – Lenin
- 1956 – Głowa Magdy
- 1957 – Macierzyństwo
- 1959 – Pomnik Żołnierzy Polskich na cmentarzu w Lommel
- 1961 – Tors
- 1962 – Nagrobek i projekt nagrobka Władysława Broniewskiego
- 1963 – Głowa Daniela, Głowa Krzyska, Głowa Zuzi
- 1963–1964 – Pomnik Stefana Żeromskiego
- 1964 – Kobietom czasów okupacji – Dwie natury
- 1960–1967 – Kobieta z dzieckiem –

- Idące
- Biegnąca
- Siedzące
- Postać leżąca
- Postać podparta

- 1966 – Pomnik Leona Starkiewicza w Łodzi[7]
- 1966 – Górnicy –

- Czarny dąb – Bruno Schulzowi
- Czarny dąb – Antoniemu Kenarowi

- 1967 – Płonące miasto

## Ordery i odznaczenia
- Order Sztandaru Pracy I klasy (1959)
- Order Sztandaru Pracy II klasy (22 lipca 1949)[8]
- Krzyż Komandorski Orderu Odrodzenia Polski (15 lipca 1954)[9]
- Medal 10-lecia Polski Ludowej (19 stycznia 1955)[10]
- Medal „Sprawiedliwy wśród Narodów Świata” (pośmiertnie, 29 kwietnia 2019)[11]

## Nagrody
- 1950 – II nagroda w dziale rzeźby na I Ogólnopolskiej Wystawie Plastyki, Muzeum Narodowe, Warszawa
- 1951–1952 – I nagroda w dziale rzeźby na II Ogólnopolskiej Wystawie Plastyki, za pomnik Lenina
- 1952 – Nagroda Państwowa II stopnia za rzeźbę pt. „Lenin” wystawioną na II Ogólnopolskiej Wystawie Plastyki[12]
- 1955 – Nagroda Państwowa II stopnia za twórczość rzeźbiarską, ze szczególnym uwzględnieniem pomnika Braterstwa Polsko-Radzieckiego w Gdyni[13]
- 1964 – Nagroda Ministra Kultury i Sztuki I stopnia „za działalność organizacyjna i pedagogiczną”

Źródła:.